# Vlag van Achlum

Vlag van Achlum

De vlag van Achlum is de dorpsvlag van het Nederlandse dorp Achlum, in de Friese gemeente Waadhoeke. De vlag werd in 2016 geregistreerd.

## Beschrijving
De beschrijving van de vlag is als volgt:
Een broeking, met een breedte van 1/3 vlaglengte , in drie horizontale banen geel, groen en geel, in de verhouding 2:1:2; in de broektop een rode klok en in de broekhoek een rood wagenwiel met acht spaken; de vlucht in drie horizontale banen groen, geel en groen, in de verhouding 2:1:2.
De kleuren zijn afkomstig van het dorpswapen.

## Symboliek

Gele baan: verwijzing naar zowel het wapen van Franekeradeel als naar de Slachtedijk.
- Groene banen: staat voor de groene omgeving rond het dorp en het kaatsveld in het midden van het dorp.[1]
- Klok: staat voor de Mariaklok van Achlum. Dit was kleinste van drie klokken die in een klokkenstoel hingen. Deze klokkenstoel is verdwenen en de Mariaklok is overgebracht naar het Fries Scheepvaart Museum te Sneek.[1]
- Wagenwiel: ontleend van het wapen van de familie Van Offenhuysen die een stins ten noorden van het dorp bewoonde. Ook verwijst het wiel naar het agrarische karakter van het dorp.[1]